# Омали
Омали (грч. Ομαλή) је насељено место у општини Горуша у периферији Западна Македонија, Грчка. Према попису из 2021. године било је 39 становника.
Према бугарском географу и историчару, Василу Канчову, у Омалију је 1900. године живело 350 Грка муслимана (Валахади) и 240 Грка хришћана. Омали се налазе у области Населица, која је некада била насељена словенским становништвом које је касније хеленизовано. Године 1923. муслиманско становништво је принудно исељено у Турску а на њихово место је насељено 44 грчких избегличких породица, укупно 180 особа. На попису из 1928. године Омали су имали 315 становника. Село се раније звало Плазоми.